# Andor Gábor

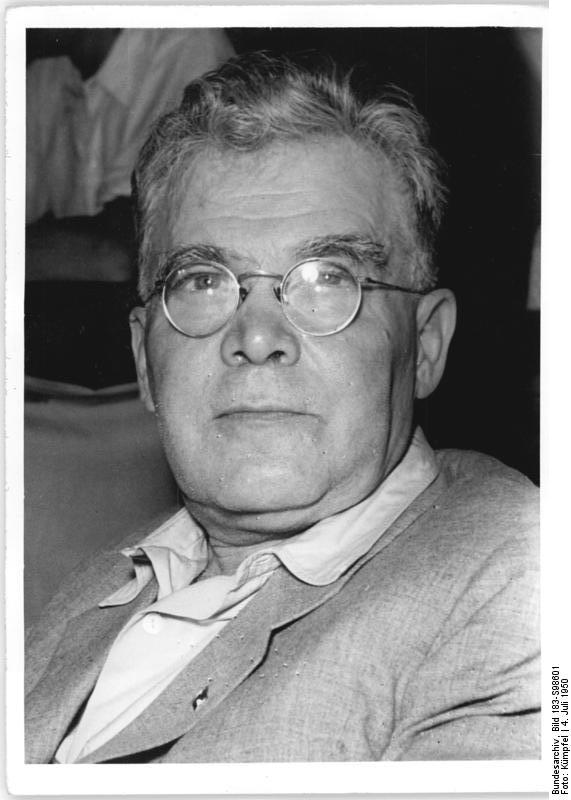
Andor Gábor auf dem Deutschen Schriftsteller-Kongreß in Berlin 1950.

Andor Gábor (* 17. Januar 1884 als Andor Greiner in Újnép, Komitat Somogy, Königreich Ungarn; † 21. Januar 1953 in Budapest) war ein ungarischer Schriftsteller und Journalist, der in ungarischer und deutscher Sprache publizierte. Gábor war Mitglied der Kommunistischen Partei Ungarns.

## Leben
Andor Gábor war der Sohn eines ungarischen Beamten. Gábor studierte an der Universität Budapest Philologie. Er war Mitglied des Nationalrats (1918–1919), Mitglied des Kulturellen Volkskomitees während der Räterepublik, Sprecher von Presse und Theater und Mitglied des Exekutivkomitees der Journalisten Union (April–Juli 1919). Nach der Niederschlagung der Räterepublik wurde er inhaftiert, wenige Wochen später entlassen und emigrierte Ende 1919 nach Wien, wo er sich der kommunistischen Emigration anschloss. Hier entwickelte sich eine Freundschaft zu Georg Lukács. Gabor engagierte sich im Kampf gegen das Horthy-Regime und war einer der Mitbegründer der Zeitung „Bécsi Magyar Újság“ und publizierte in der Zeitung der Kommunisten „Proletar“. 
1923 heirateten Andor Gábor und die Übersetzerin Olga Halpern (1887–1967), geborene Rapaport, in Wien.
Wegen mehrerer Verhaftungen in Wien ging er 1924 nach Paris und 1925 nach Berlin. Hier arbeitete er im Mitropa Büro der Internationalen Roten Hilfe. Er wurde Mitarbeiter der Roten Fahne und 1928 wurde er, auf Vorschlag von Maria Uljanowa, Feuilleton-Korrespondent der Prawda. 1928 war er Gründungsmitglied des Bundes proletarisch-revolutionärer Schriftsteller Deutschlands. Er war einer der Herausgeber der Zeitschrift Die Linkskurve. 1931 wählte man ihn zum Fraktionssekretär des Schutzverbandes Deutscher Schriftsteller. Im März 1933 floh er in die Sowjetunion. Von 1933 bis 1941 schrieb er für verschiedene Zeitschriften in Moskau. 1945 kehrte er in seine Heimat zurück, wurde Chefredakteur der Volksfrontzeitung und übernahm später die Leitung der von ihm gegründeten satirischen Zeitung „Ludas Matyi“. 
Am 20. Januar 1953 starb Gábor nach kurzer Krankheit in Budapest.

## Ehrungen
- 15. März 1953: Kossuth-Preis
- 1958: Stiftung des Andor-Gábor-Literaturpreises[3]

## Deutschsprachige Veröffentlichungen (Auswahl)

### Prosa
- Sieben Schmetterlinge. Roman. Uebertragen von Ernst Goth. Rudolf Mosse, Berlin 1920.
- Josef Halmi: Das schwarze Buch über Kecskemét. Mit einem Vorwort von Andor Gábor. Neue Erde, Wien 1921.
- Dr. Niemand. Die Geschichte einer Karriere. Roman. Ernst Keils Nachfolger (August Scherl), Leipzig 1922.
- Horthys Lager. 3 Bilder aus dem ungarischen Leben und vom ungarischen Tod. Malik-Verlag, Berlin 1924.
- Mörder-Knute über Kinder. Mopr Verlag, Berlin 1927.
- Die Topfriecher und andere Erzählungen. Deutscher Staatsverlag, Engels 1935.
- Die Rechnung und andere Erzählungen aus dem Dritten Reich. Verlags-Genossenschaft Ausländischer Arbeiter in der UdSSR, Moskau 1936.
- Souper im '„Hubertus“. Erzählung. Verlags-Genossenschaft Ausländischer Arbeiter in der UdSSR, Moskau 1936.
- Gespenster bei Sonnenlicht. Eine Auswahl. Hrsg. von Harri Günther. Mit Zeichnungen von George Grosz. Mitteldeutscher Verlag, Halle 1979.

### Berichte
- Spione und Saboteure vor dem Volksgericht in Moskau. Bericht über den Hochverratsprozess gegen Ramsin und Genossen vom 25. November bis 7. Dezember 1930 im Gewerkschaftshaus in Moskau. Neuer Deutscher Verlag, Berlin 1931.
- Der rote Tag rückt näher. Reportagen und Skizzen. 1928–1932. Aufbau Verlag, Berlin 1959. (=Das Taschenbuch des Aufbau Verlages 30)[6]

### Aufsätze
- Der kleine Unbekannte. In: Die Rote Fahne vom 27. Dezember 1927.
- Emil Ludwig. Juli 1914. In: Die Linkskurve. 1. Jg. Nr. 1. 1. August 1929, S.  33–34.
- Proletarisch-revolutionäre Literatur. In: Die Linkskurve. 1. Jg. Nr. 3. Oktober 1929, S.  3–6.
- A. G.: Zwei Theaterabende. 1. Bei Piscator 2. Bei den jungen Schauspielern.[7] In: Die Linkskurve. 1. Jg. Nr. 3. Oktober 1929, S.  17–18.
- Die bunte Welt des Genossen von Barbusse. In: Die Linkskurve. 1. Jg. Nr. 5. Dezember 1929, S.  5–6.
- Antwort an Barbusse. In: Die Linkskurve. 2. Jg. Nr. 2. Februar 1930, S.  6–8.
- Schacht vor Kohle.[8] In: Die Linkskurve. 4. Jg., Nr. 5. Mai 1932, S.  31–36.
- Umbau der literarischen und künstlerischen Organisationen in der Sowjetunion. In: Die Linkskurve. 4. Jg. Nr. 8. August 1932, S.  16–18.
- Zwei Bühnenereignisse. In: Die Linkskurve. 4. Jg. Nr. 11/12. Nov./Dez. 1932, S.  27–32.

### Biobibliografie
- Biobibliographie von Georg Lukács. Manuskript 1940.
  - Nachdruck: Biobibliographie von Georg Lukács. In: Heinz Ludwig Arnold (Hrsg.): Georg Lukács. (= Text + Kritik, Heft 39/40). Richard Boorberg Verlag, München 1973, S. 79–88.

## Musikalische Werke
- Zusammen mit Károly Bakonyi: Tatárjárás. Operette von Emmerich Kálmán, 1909. Digitalisat
- Anna Karenina. Oper in 4 Aufzügen von Alexander Góth und Andor Gábor. Musik von Jeno Hubay. Ins Deutsche übertragen und für die deutsche Bühne eingerichtet von Hans Liebstöckl. Universal Edition, Wien 1924.